# خوان فيلاسكيز
خوان فيلاسكيز (بالإسبانية: Juan Velásquez) (20 مارس 1971 في بيرو - ) هو مدرب كرة قدم ولاعب كرة قدم بيروفي في مركز الوسط. شارك مع منتخب بيرو لكرة القدم. أما مع النوادي، فقد لعب مع سيينسيانو وديبورتيفو لارا وديبورتيفو غاليسيا وديبورتيفو ميراندا واتحاد هوارال ويونيفرسيداد دي لوس أنديز وAlianza Atlético ‏ وديبورتيفو وانكا وكورونل بولوجنسي وسبورت بويز وLa Loretana ‏.

## وصلات خارجية
- خوان فيلاسكيز على موقع قاعدة بيانات كرة القدم.إي يو (الإنجليزية)
- خوان فيلاسكيز على موقع ناشيونال فوتبول تيمز (الإنجليزية)